# Davis Mills
Davis Compton Mills (geboren am 21. Oktober 1998 in Atlanta, Georgia) ist ein US-amerikanischer American-Football-Spieler auf der Position des Quarterbacks. Er spielte College Football für die Stanford University und steht seit 2021 bei den Houston Texans in der National Football League (NFL) unter Vertrag.

## Highschool und College
Mills wurde in Atlanta, Georgia, geboren und besuchte die Greater Atlanta Christian School im Vorort Norcross. Er verzeichnete in seiner Highschoolkarriere 6290 Yards Raumgewinn im Passspiel sowie 66 Touchdownpässe und galt als bester Quarterback seines Jahrgangs.
Ab 2017 ging Mills auf die Stanford University, um College Football für die Stanford Cardinal zu spielen. Nach einem Redshirtjahr war er zunächst der Backup für K. J. Costello und kam 2018 lediglich zu einem Kurzeinsatz. In seinen ersten beiden Jahren verpasste Mills aufgrund von Knieproblemen jeweils das Training im Frühjahr. Aufgrund einer Verletzung von Costello lief Mills ab dem zweiten Spieltag der Saison 2019 als Starting-Quarterback von Stanford auf. Wegen einer Beinverletzung verpasste er selbst mehrere Partien, insgesamt kam Mills in acht Partien zum Einsatz, davon sechsmal von Beginn an. Mills, der bei der Niederlage gegen die Washington State Cougars mit 504 Yards Raumgewinn im Passspiel einen neuen Bestwert an seinem College aufstellte, konnte sich mit 1960 Passing-Yards und elf Touchdowns bei fünf Interceptions als Starter für die kommende Saison empfehlen, weshalb Costello an die Mississippi State University wechselte. Somit ging Mills als unangefochtener Quarterback der Cardinal in die Saison 2020.
In der wegen der COVID-19-Pandemie verkürzten Saison 2020 bestritt Mills fünf Partien als Starter für Stanford. Dabei kam er auf 1508 Yards Raumgewinn im Passspiel, sieben Touchdownpässe und drei Interceptions bei 66,2 % erfolgreichen Pässen. Nach der Saison gab Mills seine Anmeldung für den kommenden NFL Draft bekannt. Er kam in lediglich elf Partien am College von Beginn an zum Einsatz.

### College-Statistiken
| Saison | Team     | Spiele | Spiele      | Passing  | Passing | Passing | Passing | Passing | Passing |
| Saison | Team     | Spiele | als Starter | Comp–Att | Comp%   | Yards   | TD      | INT     | QB Rtg  |
| ------ | -------- | ------ | ----------- | -------- | ------- | ------- | ------- | ------- | ------- |
| 2018   | Stanford | 1      | 0           | 0–2      | 0,0     | 0       | 0       | 0       | 0,0     |
| 2019   | Stanford | 8      | 6           | 158–241  | 65,6    | 1960    | 11      | 5       | 144,8   |
| 2020   | Stanford | 5      | 5           | 129–195  | 66,2    | 1508    | 7       | 3       | 139,9   |
| Gesamt | Gesamt   | 14     | 11          | 287–438  | 65,5    | 3468    | 18      | 8       | 141,9   |

Quelle: sports-reference.com

## NFL
Mills wurde im NFL Draft 2021 in der dritten Runde an 67. Stelle von den Houston Texans ausgewählt. Da die Texans ihren Erst- und Zweitrundenpick im Rahmen eines Trades für Laremy Tunsil abgegeben hatten, war Mills der erste von den Texans ausgewählte Spieler. Mills ging als Ersatzquarterback der Texans in seine erste NFL-Saison, zunächst war Tyrod Taylor Starting-Quarterback des Teams. Taylor zog sich allerdings am zweiten Spieltag gegen die Cleveland Browns eine Oberschenkelverletzung zu, weshalb Mills im dritten Viertel eingewechselt werden musste. Bei seinem NFL-Debüt brachte Mills 8 von 18 Pässen für 102 Yards an, dabei warf er einen Touchdownpass und eine Interception. Houston verlor das Spiel mit 21:31. Daraufhin bestritt Mills die folgenden sechs Spiele von Beginn an, bis Taylor wieder einsatzbereit war. Mills verlor alle sechs Partien, konnte bei wechselhaften Leistungen nach einem desolaten Auftritt mit vier Interceptions gegen die Buffalo Bills aber zumindest beim Spiel gegen die New England Patriots mit 312 Yards Raumgewinn im Passspiel und drei Touchdownpässen bei keiner Interception glänzen.
Am 13. Spieltag wurde Taylor wegen schwacher Leistung im dritten Viertel ausgewechselt und durch Mills ersetzt, der im Anschluss zum Starting-Quarterback für den Rest der Saison ernannt wurde. Am 15. Spieltag konnte Mills gegen die Jacksonville Jaguars seinen ersten Sieg als Starter feiern. Vor allem in den letzten vier Partien konnte Mills überzeugen, am letzten Spieltag erzielte er gegen die Tennessee Titans 301 Yards Raumgewinn im Passspiel und warf drei Touchdownpässe. Mit insgesamt 2664 Yards Raumgewinn in elf Partien als Starter stellte Mills einen neuen Bestwert für die meisten Yards Raumgewinn im Passspiel eines Rookies bei den Texans auf. Bei 66,8 % erfolgreichen Pässen kam er auf 16 Touchdowns und 10 Interceptions.
Mills ging als klarer Starting-Quarterback in die Saison 2022, da die Texans keine nennenswerte Konkurrenz verpflichteten und lediglich Kyle Allen als Ersatzmann holten. Er konnte mit elf Touchdowns und elf Interceptions und einer Passquote von 61,9 % in den ersten zehn Spielen allerdings nicht von sich überzeugen und wurde nach einer schwachen Performance am elften Spieltag gegen die Washington Commanders mit zwei Interceptions, darunter ein Pick Six, zugunsten von Allen auf die Bank versetzt. Nach zwei schwachen Partien von Allen erhielt Mills seine Position zurück. Er beendete die Saison mit 61,0 % erfolgreichen Pässen, 17 Touchdowns, 15 Interceptions und 3118 Yards Raumgewinn im Passspiel. Mit einer Bilanz von 3–13–1 waren die Texans eines der schwächsten Teams der Liga.
In der Saison 2023 war Mills zusammen mit Case Keenum Backup hinter dem im NFL Draft 2023 an zweiter Stelle ausgewählten C. J. Stroud und kam in dieser Funktion in sechs Spielen zum Einsatz, in denen er insgesamt 18 von 39 Pässen für 173 Yards und zwei Touchdowns anbrachte.

### NFL-Statistiken
| 2021                               | HOU    | 13 | 11 | 263–394 | 66,8 | 2664 | 16 | 10 | 88,8 |
| 2022                               | HOU    | 15 | 15 | 292–479 | 61,0 | 3118 | 17 | 15 | 78,8 |
| 2023                               | HOU    | 6  | 0  | 18–39   | 46,2 | 173  | 2  | 0  | 76,1 |
| 2024                               | HOU    | 4  | 0  | 20–36   | 55,6 | 212  | 0  | 0  | 72,9 |
| Gesamt                             | Gesamt | 38 | 26 | 593–948 | 62,6 | 6167 | 35 | 25 | 82,6 |
| Quelle: pro-football-reference.com |        |    |    |         |      |      |    |    |      |